# Hermann Oberth
Hermann Julius Oberth (Sibiu, 25 giugno 1894 – Feucht, 28 dicembre 1989) è stato un fisico tedesco, nato all'epoca nell'Impero austro-ungarico, e uno dei pionieri della missilistica e dell'astronautica.

## Biografia
Oberth nacque a Sibiu, una cittadina dell'odierna Transilvania rumena, che a quel tempo si chiamava Hermannstadt, nell'Impero austro-ungarico. Oberth fu, assieme al russo Konstantin Ėduardovič Ciolkovskij e allo statunitense Robert Goddard, uno dei padri dell'astronautica, ma i tre non collaborarono mai insieme.
Come molti suoi colleghi, si interessò di questo settore rimanendo affascinato dalle letture dei libri di Jules Verne, specialmente Dalla Terra alla Luna e Intorno alla Luna, che rilesse tante volte fin quasi a impararli a memoria. Influenzato da tali suggestioni, costruì il suo primo modello di razzo a 14 anni. Negli esperimenti giovanili arrivò anche a intuire la possibilità di costruire dei razzi multi-stadi, ma all'epoca non aveva abbastanza risorse per concretizzare questa sua idea.
Nel 1912 Oberth iniziò gli studi di medicina all'Università di Monaco di Baviera, il che gli permise di partecipare alla prima guerra mondiale come medico militare. In seguito disse che l'insegnamento più importante appreso da quella tragica esperienza era di non voler diventare dottore. Dopo la guerra decise così di rimanere in Germania, dato che la sua città natale era diventata rumena, e di proseguire gli studi in fisica anziché in medicina.
Nel 1922 la sua tesi di laurea sui razzi venne rifiutata e definita come «utopia». Così fece pubblicare privatamente il suo controverso lavoro di 92 pagine con il titolo Die Rakete zu den Planetenräumen (I razzi nello spazio interplanetario). Nel 1924 collaborò con il bolzanino Max Valier che curò una versione divulgativa del libro.
Nel 1929 Oberth espanse il suo lavoro a 429 pagine con il titolo di Wege zur Raumschiffahrt (Verso i voli spaziali). Disse successivamente di non aver voluto intenzionalmente scrivere un'altra tesi: «Mi sono astenuto da scriverne un'altra, perché dentro di me pensavo "non importa, dimostrerò che posso diventare uno scienziato più grande di voi, anche senza titolo"». Criticò molto il sistema formativo tedesco dicendo: «È come un'automobile con soltanto delle luci posteriori molto forti: si vede chiaramente ciò che è passato, ma nulla su ciò che deve venire».
Diventò un membro della Verein für Raumschiffahrt, formata da un gruppo di amatori dei razzi, tra cui lo stesso Valier, ispirati dal suo libro. Tra il 1928 e il 1929, lavorò a Berlino sul set del primo film ambientato nello spazio, Frau im Mond (Una donna nella luna) diretto da Fritz Lang. La pellicola ebbe un grosso impatto sul pubblico creando entusiasmo per la nuova scienza dell'astronautica. Durante un esperimento per questo film, Oberth perse l'uso dell'occhio sinistro.
Nell'autunno del 1929 lanciò Kegeldüse, il suo primo razzo a propellente liquido. Fu aiutato in questo test dai suoi studenti dell'Università di Berlino, tra cui Wernher von Braun, che successivamente diresse il progetto di razzo militare A-4, poi rinominato V2: anche se Oberth non svolse un ruolo primario in quel progetto, furono utilizzate molte delle sue idee.
Nel 1938 la famiglia di Oberth fece ritorno a Sibiu, nuovamente tedesca a seguito dell'occupazione prebellica. Dapprima si trasferì al Technische Hochschule di Vienna, poi al Technische Hochschule di Dresda dopo essere stato brevemente a Peenemünde, dove von Braun lavorava sui V2. Tuttavia abbandonò questo progetto per dedicarsi ai razzi antiaereo a combustibile solido, che studiò al complesso WASAG vicino a Wittenberg.
Alla fine della guerra la famiglia ritornò nuovamente in Germania, più precisamente a Feucht vicino a Norimberga. Oberth invece raggiunse a piedi la Svizzera e si nascose nel villaggio di Oberried. Nel 1948 lavorò come consulente indipendente per una fabbrica di fuochi d'artificio e svolse l'attività di scrittore.
Scoperto da un generale del Genio navale italiano, ai primi del 1951 si trasferì a La Spezia, in Italia, dove si stabilì al quinto piano di piazza Verdi 4, lavorando in segreto al completamento del lavoro iniziato al WASAG come impiegato civile della Marina Militare,. Egli compì i suoi esperimenti sui missili a nitrato d'ammonio in un capannone a San Bartolomeo in Val di Lochi, coadiuvato da tre tecnici tedeschi e cinque italiani. Queste ricerche erano l'inizio del progetto volto a rendere l'incrociatore Garibaldi in grado di lanciare missili balistici. Il 23 febbraio 1954 Oberth lasciò improvvisamente La Spezia e ritornò a Feucht, dove pubblicò il libro Menschen im Weltraum (Uomo nello spazio) in cui descrisse le sue idee riguardanti un telescopio spaziale riflettore, una stazione spaziale, una navicella spaziale e la tuta d'astronauta.
Un paio di mesi dopo Oberth, con il suo ex-allievo von Braun, andò a lavorare allo sviluppo di razzi spaziali a Huntsville, in Alabama. Venne anche coinvolto nello sviluppo della tecnologia per l'esplorazione spaziale di quel decennio (The Development of Space Technology in the Next Ten Years). Nel 1958 tornò a Feucht, dove pubblicò le sue idee riguardanti un veicolo di esplorazione lunare, una "catapulta lunare" e sistemi silenziatori per aeroplani ed elicotteri. Nel 1960, nuovamente negli Stati Uniti, lavorò per la Convair come consulente tecnico dei razzi Atlas.
Hermann Oberth si ritirò nel 1962 all'età di 68 anni. La crisi energetica del 1973 lo indusse a indagare altre fonti di energia, compreso un programma per una centrale eolica in grado di utilizzare le correnti a getto. Tuttavia i suoi maggiori interessi da pensionato riguardavano soprattutto le domande filosofiche più astratte. Il suo più importante libro di questo periodo è Primer For Those Who Would Govern.

## Vita privata
Oberth si sposò all'età di 35 anni con Tilli Oberth, da cui ebbe quattro figli, di cui uno morì al fronte durante la seconda guerra mondiale ed una figlia che morì in un incidente sul lavoro nell'agosto del 1944. Oberth morì a Feucht il 28 dicembre 1989.
È ricordato dal museo che porta il suo nome, l'Hermann-Oberth-Raumfahrt-Museum e dalla Hermann-Oberth-Gesellschaft. Il museo riunisce gli scienziati, i ricercatori e gli astronauti dall'est e dall'ovest per continuare il suo lavoro nell'esplorazione dello spazio. In Star Trek III: Alla ricerca di Spock, come nell'anime Macross, una classe di navi spaziali si chiama Oberth in suo onore.